# Kameltritt
Der Kameltritt (Neurada procumbens) ist die einzige Art der Pflanzengattung Neurada innerhalb der Familie der Kameltrittgewächse (Neuradaceae).

## Beschreibung

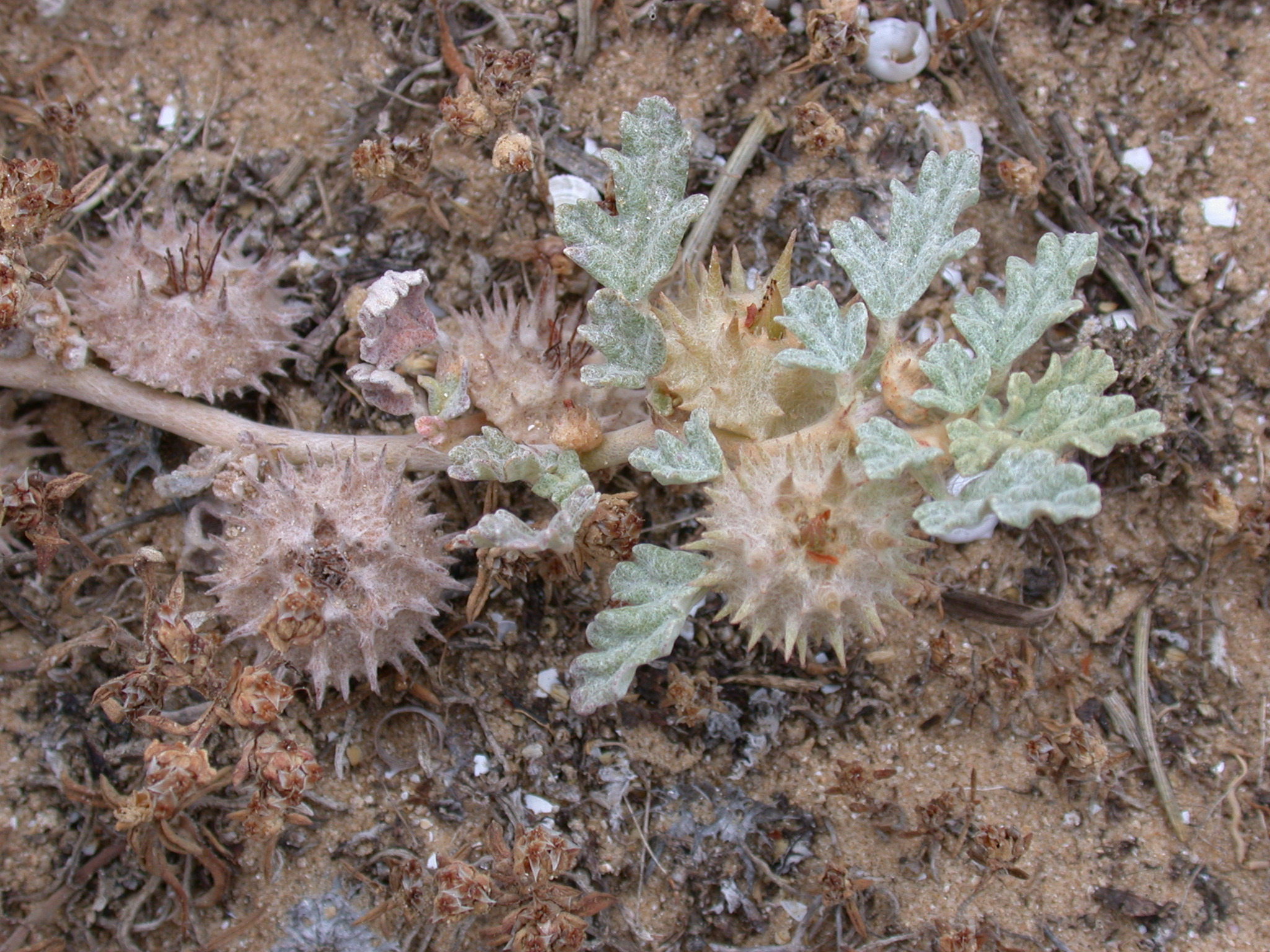
Habitus, Laubblätter und Früchte

### Vegetative Merkmale
Der Kameltritt ist eine einjährige krautige Pflanze. Die oberirdischen Pflanzenteile sind graufilzig behaart. Der relativ dicke, niederliegende Stängel ist 15 bis 40 Zentimeter lang.
Die wechselständig angeordneten Laubblätter sind in Blattstiel und -spreite gegliedert. Der Blattstiel ist relativ dick. Die Blattspreite ist bei einer Länge von 5 bis 30 Millimetern sowie einer Breite von 3 bis 20 Millimetern eiförmig, grob buchtig gezähnt bis fiederspaltig und an der Basis keilförmig oder abgerundet. Die Blattnerven sind oberseits vertieft. Es sind minimale Nebenblätter vorhanden.

### Generative Merkmale
Die gestielten Blüten befinden sich einzeln in den Blattachseln. Es sind pfriemliche Nebenkelchblätter vorhanden.
Die zwittrigen und gestielten Blüten sind radiärsymmetrisch und fünfzählig mit doppelter Blütenhülle. Die fünf Kelchblätter sind becherförmig verwachsen. Der Kelch ist oben zusammengezogen und an der Mündung fünfzipflig. Die fünf Kelchzipfel sind eiförmig-lanzettlich bis trapezförmig. Die fünf freien weißen oder rosafarbenen Kronblätter sind nur etwa 3 Millimeter lang und überragen den Kelch kaum. Es sind zwei Kreise mit je fünf freien und kurzen Staubblättern vorhanden. Die zehn Fruchtblätter mit kurzen Griffeln sind mehr oder weniger stark miteinander verwachsen.
Die mehrsamige Frucht ist bis zu 2 Zentimeter groß, kugelig und konisch abgeflacht, ihre Oberfläche ist filzig und mit vielen Stacheln und Höckern besetzt. Die Frucht ist lange nach der Keimung der Samen noch sichtbar.
Die Chromosomenzahl beträgt 2n = 14.

## Verbreitung
Die drei Varietäten von Neurada procumbens sind von Nordafrika und der Arabischen Halbinsel bis Iran, Afghanistan, Pakistan und Indien verbreitet. Auf den Kanarischen Inseln ist er ein Neophyt.

## Systematik
Die Erstveröffentlichung von Neurada procumbens erfolgte 1753 durch Carl von Linné in Species Plantarum, Tomus 1, Seite 441. Ein Synonym für Neurada procumbens L. ist Figaraea aegyptiaca Viv. Die Gattung Neurada wurde 1753 durch Bernard de Jussieu (1699–1777) in Species Plantarum, Tomus 1, Seite 441 aufgestellt. Synonyme für Neurada B.Juss. sind Neuras Adans., Figaraea Viv.
Man kann nach M. Behery drei Varietäten an den Stacheln der reifen Frucht unterscheiden, die alle drei auch in Saudi-Arabien vorkommen:
- Neurada procumbens L. var. procumbens: Stacheln der Frucht unverzweigt, kurz, Länge weniger als ein Drittel des Radius der Frucht.
- Neurada procumbens var. al-eisawii (Barsotti, Borzatti & Garbari) Turki (Syn.: Neurada al-eisawii Barsotti, Borzatti & Garbari): Stacheln der Frucht verzweigt und etwa so lang wie der Radius der Frucht. Der Name der Varietät ehrt den jordanischen Botaniker und Professor in Amman, Dawud Al-Eisawi, der am 24. Dezember 2020 verstorben ist.
- Neurada procumbens var. stellata M. & D.Zohary: Stacheln der Frucht unverzweigt und fast so lang wie der Radius der Frucht.